# Tate Taylor
Tate Taylor (Jackson, 3 juni 1969) is een Amerikaanse acteur, regisseur en scenarioschrijver.

## Biografie
Tate Taylor werd in 1969 geboren in Jackson (Mississippi). Hij ging naar dezelfde kleuterschool als Kathryn Stockett, wier roman The Help hij later zou verfilmen. De twee zijn sindsdien goed bevriend met elkaar.

## Carrière
In de jaren 1990 ging Taylor aan de slag als acteur. Zo had hij kleine rollen in films als Planet of the Apes (2001) en I Spy (2002), en tv-series als Charmed (1999) en Six Feet Under (2001). Daarnaast werkte hij ook als stemacteur mee aan de videogame Medal of Honor: Allied Assault (2002).
In 2003 schreef en regisseerde hij de korte film Chicken Party, waarin onder meer hijzelf en actrices Octavia Spencer en Melissa McCarthy een rol vertolken. Vijf jaar later schreef en regisseerde hij de komedie Pretty Ugly People met Missi Pyle in de hoofdrol.  
In 2011 verwierf Taylor grote bekendheid door de roman The Help (2009) van jeugdvriendin Kathryn Stockett te verfilmen. Voor de gelijknamige boekverfilming werkte hij samen met bekende actrices als Viola Davis, Emma Stone, Jessica Chastain, Octavia Spencer, Bryce Dallas Howard en Sissy Spacek. De dramafilm leverde hem een BAFTA-nominatie op in de categorie voor beste scenario (adaptatie).
In 2014 regisseerde hij Get on Up, een biopic over soul- en funkzanger James Brown.

## Prijzen en nominaties
| Film            | Prijs                          | Categorie                  | Resultaat   |
| --------------- | ------------------------------ | -------------------------- | ----------- |
| The Help (2011) | Writers Guild of America Award | Beste scenario (adaptatie) | Genomineerd |
| The Help (2011) | Writers Guild of America Award | Paul Selvin Honorary Award | Gewonnen    |
| The Help (2011) | BAFTA                          | Beste scenario (adaptatie) | Genomineerd |

## Filmografie

### Film
| Titel                                         | Acteur | Regisseur | Scenarist |
| --------------------------------------------- | ------ | --------- | --------- |
| Romy and Michele's High School Reunion (1997) |        |           |           |
| The Journeyman (2001)                         |        |           |           |
| Planet of the Apes (2001)                     |        |           |           |
| I Spy (2002)                                  |        |           |           |
| Breakin' All the Rules (2004)                 |        |           |           |
| Wannabe (2005)                                |        |           |           |
| Pretty Ugly People (2008)                     |        |           |           |
| Winter's Bone (2010)                          |        |           |           |
| The Help (2011)                               |        |           |           |
| Get on Up (2014)                              |        |           |           |
| The Girl on the Train (2016)                  |        |           |           |
| Ma (2019)                                     |        |           |           |
| Ava (2020)                                    |        |           |           |

### Televisie
| Titel                           | Acteur | Regisseur | Scenarist |
| ------------------------------- | ------ | --------- | --------- |
| Charmed (1999)                  |        |           |           |
| Six Feet Under (2001)           |        |           |           |
| The Drew Carey Show (2002)      |        |           |           |
| A.U.S.A. (2003)                 |        |           |           |
| Queer as Folk (2005)            |        |           |           |
| Sordid Lives: The Series (2008) |        |           |           |
| Grace and Frankie (2015)        |        |           |           |
| Filthy Rich (2020)              |        |           |           |